# مهاجرین، حماة
مهاجرین (به عربی: المهاجرین) یک روستا در سوریه است که در ناحیه قلعه المضیق واقع شده‌است. مهاجرین ۱۵۸ نفر جمعیت دارد.